# Seznam vojaških območij Jugoslovanske ljudske armade
Seznam vojaških območjih Jugoslovanske ljudske armade.

## Seznam
- 1. vojaško območje
- 3. vojaško območje
- 5. vojaško območje